# Conus swainsoni
Espèce
Statut de conservation UICN

 DD  : Données insuffisantes
Conus swainsoni est une espèce de mollusques gastéropodes marins de la famille des Conidae.
Comme toutes les espèces du genre Conus, ces escargots sont prédateurs et venimeux. Ils sont capables de « piquer » les humains et doivent donc être manipulés avec précaution, voire pas du tout.

## Description
La taille de la coquille varie entre 30 mm et 78 mm.

## Distribution
Cette espèce marine est présente au large de la Nouvelle-Calédonie.

### Niveau de risque d’extinction de l’espèce
Selon l'analyse de l'UICN réalisée en 2011 pour la définition du niveau de risque d'extinction, cette espèce est endémique à la Nouvelle-Calédonie et se trouve particulièrement autour de Nouméa, bien que de petits nombres de cette espèce aient été précédemment trouvés dans les eaux australiennes. Il y a une disponibilité limitée de cette espèce sur le marché des collecteurs de coquillages, ce qui pourrait indiquer une rareté. Elle n'est pas collectée souvent et il y a peu d'informations disponibles pour cette espèce. En raison du manque d'informations sur la distribution, la population, les habitats/écologie et les menaces possibles, elle est inscrite dans la catégorie Données insuffisantes.

## Taxonomie

### Publication originale
L'espèce Conus swainsoni a été décrite pour la première fois en 1986 par les malacologistes Jean-Claude Estival et Rudo von Cosel (d) dans « VENUS (The Japanese Journals of Malacology) »,.

### Synonymes
- Conus (Strategoconus) swainsoni Estival & Cosel, 1986 · appellation alternative
- Vituliconus swainsoni (Estival & Cosel, 1986) · non accepté